# Montedoro
Montedoro (Muntidoru trong tiếng Sicilia là một đô thị ở tỉnh Caltanissetta ở vùng Sicilia, có vị trí cách khoảng 80 km về phía đông nam của Palermo và khoảng 20 km về phía tây của Caltanissetta. Tại thời điểm ngày 31 tháng 12 năm 2004, đô thị này có dân số 1.751 người và diện tích là 14.1 km².
Montedoro giáp các đô thị: Bompensiere, Canicattì, Mussomeli, Racalmuto, Serradifalco.